# Stonkers
Stonkers est un jeu vidéo de type wargame conçu par John Gibson  et publié par Imagine Software en 1983 sur ZX Spectrum. Alors qu'au début des années 1980, la plupart des jeux vidéo de stratégie s’inspirent des jeux de plateau et des jeux de guerre et se déroulent donc au tour par tour, il transpose les mécanismes de jeu des wargames traditionnels à un système en temps réel. À ce titre, il est régulièrement cité comme un des précurseurs des jeux de stratégie en temps réel. À sa sortie, le jeu rencontre un certain succès dans la presse spécialisée mais quelques bugs critiques entravent sérieusement son succès commercial. Il est néanmoins élu meilleur wargame de l'année par les lecteurs du magazine Crash en 1984.

## Système de jeu
Stonkers est un wargame qui simule, au niveau tactique, un conflit opposant le joueur et l’ordinateur. Contrairement à la majorité des wargames de l’époque, le jeu se déroule en temps réel, ce qui lui vaut d’être régulièrement cité comme un des précurseurs des jeux de stratégie en temps réel,. Le jeu propose deux niveaux de difficulté. Dans le plus élevé, le joueur ne peut voir les troupes ennemies que lorsqu’elles sont à proximité de ses propres unités. Le joueur peut visualiser la zone où se déroule l’affrontement par l’intermédiaire de deux cartes. La première représente l’ensemble du champ de bataille, constitué de deux zones terrestres séparées par des montagnes et une rivière et reliées par un pont, ainsi que le quartier et le port de chaque camp,. Le quartier général du joueur se trouve en haut à droite de la carte, et son port à droite, alors que celui de l’ordinateur est en bas à gauche, et son port à gauche. La seconde constitue un gros plan sur une portion de la carte, sur laquelle le joueur peut visualiser les différents types d’unités. De part et d’autre de la carte est indiqué le statut de chaque joueur qui indique leurs effectifs en termes d’armée et de ravitaillement. Une fenêtre en bas de l’écran informe le joueur des évènements survenant durant la partie.
Sur la carte d’ensemble, le joueur peut utiliser les touches directionnelles du clavier ou le joystick pour déplacer un curseur qui lui permet de sélectionner la portion sur laquelle il souhaite zoomer. Lorsqu’il appuie sur la touche de tir, le jeu bascule sur la carte en gros plan de la zone sélectionné. Sur cette dernière, il déplace un curseur en forme de X, toujours avec le clavier ou le joystick. Lorsque le curseur est positionné sur une unité, le joueur peut lui ordonner de se déplacer en appuyant sur la touche dédiée puis en déplaçant le curseur pour définir sa destination, la vitesse de déplacement variant en fonction du type d’unité et du terrain traversé,. Quatre types d’unités sont disponibles dans le jeu : l’infanterie, l’artillerie, les chars d’assaut et les camions de ravitaillement. Elles sont notamment caractérisés par leur puissance de feu, leur portée, leur moral et leur besoin en approvisionnement, qui déterminent la manière dont elles doivent être utilisées. Pendant leurs déplacements et les combats, le joueur doit assurer le ravitaillement de ses unités, sous peines de perdre ces dernières. Pour cela, il doit transférer le ravitaillement depuis les navires stationnant dans ses ports vers ses unités, par l’intermédiaire de quatre camions de ravitaillement. Lorsque deux unités se rencontre, l’ordinateur calcul le résultat du combat et l’unité vaincue est retiré du jeu. L’objectif du jeu est de détruire les ports et le quartier général de l’ennemi, ou la totalité de ses troupes. 

## Développement et publication
Stonkers est programmé par John Gibson, également auteur de Zzoom et de Molar Maul. Il est pour cela assisté par une équipe d’artiste professionnels, pour la réalisation des graphismes, et par un musicien pour les effets sonores. Le jeu est publié par Imagine Software en novembre 1983 sur ZX Spectrum. Les deux premiers lots de jeux mis en vente souffrent de plusieurs bugs, qui peuvent faire planter le jeu de manière inexpliquée. Imagine Software affirme alors avoir corrigé le problème dans les lots suivants, et propose aux acheteurs de la première version du jeu de la remplacer gratuitement. D’après le magazine Crash, ces bugs n’ont cependant pas été corrigé avant la fermeture du studio.

## Accueil
| Stonkers              |      |       |
| Média                 | Pays | Notes |
| Crash                 | GB   | 78 %  |
| C+VG                  | GB   | 30/40 |
| Home Computing Weekly | GB   | 3/5   |

À sa sortie, Stonkers rencontre un certain succès dans la presse spécialisée mais ses bugs entravent sérieusement son succès commercial. Dans le magazine Crash, il fait par exemple l’objet d’une critique plutôt positive. Concernant son système de jeu, l’auteur du test note tout d’abord que contrairement à la plupart des wargames, il permet de lancer une partie immédiatement et sans nécessité une longue mise en place. Il salue ensuite son « rythme très rapide », qu’il juge comparable à celui d’un jeu d'arcade, et le fait que l’action se déroule en continue et « ne nécessite [donc] pas d’attendre que le joueur adverse joue son tour ». S’il note que son rythme ne laisse pas toujours le temps de réfléchir, il juge que le jeu « ne manque pas [pour autant] de profondeur », notamment au niveau de difficulté le plus haut dans lequel le brouillard de guerre ajoute une dimension stratégique supplémentaire. Sur le plan technique, il le juge « plus attractifs que d’autres wargames » du fait de ses graphismes et de sa présentation, qu’il juge « excellents », et de son interface facile à prendre en main. Il regrette par contre la présence de bugs qui font planter le programme, même s’il note que l’éditeur du jeu affirme avoir depuis régler le problème. En conclusion, il juge le jeu « excellent » et « addictif » et estime que, sans les bugs qui font régulièrement planter le programme, Stonkers serait sans doute « un des meilleurs wargames » disponibles. La critique de Stonkers dans Computer and Video Game est également plutôt positive, son auteur estimant que les développeurs d’Imagine Software ont réussi leur coup en produisant un jeu de stratégie avec des graphismes dignes d’un jeu d’arcade. Il juge d’ailleurs que ces derniers sont très réussis même si, contrairement à ce qu’affirme ses développeurs, il ne représente peut être pas ce qui se fait de mieux sur ZX Spectrum. Il est plus mitigé concernant son système de jeu. Il estime en effet que le jeu est un peu compliqué, qu’il nécessite d’étudier en détail le manuel d’instruction et qu’il prend du temps avant d’en conclure qu’il n’est pas destiné aux joueurs qui souhaitent pouvoir entrer dans l’action dès que le jeu est lancé. Dans le magazine Home Computing Weekly, la critique est plus sévère. Son auteur estime en effet que si « ses graphismes son plaisant », il est globalement « décevant » du fait de ses bugs, qui le font planter après dix minutes de jeu, et de son mélange d’action et de stratégie, qui ne parvient à satisfaire ni les fans de jeu d’arcade, ni les fans de jeux de stratégie. La critique de Stonkers dans Micro Adventurer est au contraire très positive, son auteur estimant qu’il est « aussi bon que les productions habituelles d’Imagine Software ». Il salue particulièrement sa relative simplicité, qui en fait d’après lui « une introduction idéale au wargame sur ordinateur », et le fait qu’une partie ne dure que 15 à 20 minutes et qu’il n’a donc pas le temps de devenir ennuyeux. S’il regrette l’absence de scénarios supplémentaire, et espère donc la sortie d’extensions, il conclut tout de même que Stonkers constitue « un très bon programme », avec un bon rapport qualité prix. 
Stonkers est élu meilleur wargame de l’année 1984 par les lecteurs du magazine Crash, devant The Lords of Midnight et Rebelstar Raiders. Si la rédaction du magazine note alors ne pas avoir été impressionnée par le jeu, elle admet qu'il se distingue de tous les wargames publiés jusque-là.

## Postérité
Alors qu’au début des années 1980, la plupart des jeux vidéo de stratégie s’inspirent des jeux de plateau et des jeux de guerre et on donc en commun de se dérouler au tour par tour, Stonkers se déroule en temps réel. À ce titre, il est régulièrement cité comme un des précurseurs des jeux de stratégie en temps réel avec notamment Cytron Masters (1982) et  The Ancient Art of War (1984),,. Pour Andrew Rollings et Ernest Adams il est en effet un des premiers jeux de stratégie sur ordinateur à se démarquer clairement des jeux de plateaux en proposant un gameplay plus accessible, combinant stratégie et action, et il introduit de nombreux concepts devenus commun dans les jeux de stratégie en temps réel. De la même manière, le journaliste Richard Moss estime qu’il contribue, avec Legionnaire (1982) de Chris Crawford, à faire évoluer les wargames vers un style plus centré sur l’action et la tactique en transposant les mécanismes de jeu des wargames traditionnels dans un système de jeu en temps réel. 